# Spiniderolus punctipennis
Spiniderolus punctipennis är en skalbaggsart som först beskrevs av Pierre Lepesme och Stefan von Breuning 1958.  Spiniderolus punctipennis ingår i släktet Spiniderolus och familjen långhorningar. Inga underarter finns listade i Catalogue of Life.